# دون بويي (متسلق جبال)
دون بويي هو متسلق جبال كندي، ولد في 9 ديسمبر 1969.